# Шта се догодило са Беби Џејн? (филм из 1962)
Шта се догодило са Беби Џејн? (енгл. What Ever Happened to Baby Jane?) је амерички психолошки трилер из 1962. године, редитеља Роберта Олдрича са Бети Дејвис и Џоун Крафорд у главним улогама. Дејвисова је за своју изведбу била номинована за Оскар за најбољу главну глумицу. Овај филм је први у поджанру хорора са поремећеним женама, где је главни негативац старија, ментално оболела жена. Амерички филмски институт је овај филм прогласио за један од 100 најузбудљивијих филмова свих времена, док је лик Беби Џејн Хадсон, у изведби Бети Дејвис, на 44. месту на листи 100 највећих филмских негативаца.

## Радња
Беби Џејн (Baby Jane) је рано постала холивудска звезда. Године 1917, наступала је са својим оцем, певајући и играјући у најбољим позориштима, продавале су се лутке са њеним ликом и врло је брзо добила прве улоге на филму. За то време, њена сестра Бланш гледала је нагли успех Беби Џејн, завидела јој на томе, и обећала себи да ће се када порасте осветити за тај недостатак пажње и љубави. Двадесет година касније, режисери схватају да ће филмови Беби Џејн лоше пролазити у биоскопима, јер је њен антиталенат за глуму очигледан. С друге стране, Бланш има веома остварену каријеру јунакиње романтичних драма. Једне вечери, видимо како једна девојка колима јури ка другој која стоји код капије, али не видимо им лица. Двадесетак година касније, Бланш је у инвалидским колицима, живи у својој вили у Холивуду, са малом Џејн. Џејн је стално нервозна, непрестано грди Бланш и криви је за сопствену пропалу каријеру. Како време пролази, а Бланш настоји да по сваку цену Џејн пошаље код психијатра, ова постаје агресивна и више јој не доноси храну у собу. У међувремену, у покушају да поврати део некадашње популарности, Џејн ступа у контакт са младим уметником Едвином и планира њихову заједничку турнеју. До изгладнеле и болесне Бланш једног дана долази њихова служавка Елвира, али Џејн је удара чекићем у главу и увече се решава тела. 
Тек ће Едвин успети да обавести полицију да Џејн на спрату држи своју сестру. Када то сазна, ова убацује сестру у кола и одвози је на плажу ван града. Полувесна Бланш јој признаје да је она сама крива за своју несрећу. Наиме, девојка која је отварала капију била је Џејн, а она која је колима јурила ка њој била је Бланш. Када је сестра требало да је удари, Џејн се померила и ова је ударила у капију те је тако постала богаљ. Међутим, пошто је Џејн била пијана и уплашена, полицајци и Бланш су је убедили да је она крива за сестрину трагедију. На плажи јој Џејн збуњено говори: За све ове године... Могле смо да будемо пријатељице... Док ће јој Бланш рећи: Опрости ми.. Ја сам крива што си таква.... Убрзо долазе полицајци да помогну Бланш. Видевши колико се људи окупља око ње, Џејн почиње да игра, у ритму неке песме из доба свог детињства.

## Улоге
| Глумац       | Улога            |
| ------------ | ---------------- |
| Бети Дејвис  | Беби Џејн Хадсон |
| Џоун Крафорд | Бланш Хадсон     |
| Виктор Буоно | Едвин            |
| Мејди Норман | Елвира           |
| Ана Ли       | гђа. Бејтс       |

## Пријем
Филм је био велики биоскопски хит 1962. који је зарадио 15.000.000 долара. Часопис Variety је написао да Бети Дејвис лагано пролази кроз све фазе надолазећег лудила... Крафордова је пружила тиху и нежну изведбу обогаљене жене која је у складу са темпераментом саме Бланш...
Шта се догодило са Беби Џејн? је био номинован за пет Оскара: за најбољу главну глумицу (Дејвис), најбољег споредног глумца, најбољу фотографију, најбољи звук, али је освојио само Оскар за најбољи костим. Крафордова и Дејвисова су још биле номиноване и за награду BAFTA, док је филм био у трци за Златну палму на Канском филмском фестивалу 1963. године.